# Suluspecht
De suluspecht (Yungipicus ramsayi synoniemen: Picoides ramsayi; ook wel Dendrocopos maculatus ramsayi) is een endemische, kleine soort specht uit de familie  (Picidae) die voorkomt op een bepaald deel van de Filipijnen. Deze vogel is genoemd naar de Britse legerofficier en ornitholoog Robert George Wardlaw-Ramsay.

## Beschrijving
De suluspecht behoort samen met de Filipijnse specht (Y. maculatus) en de Temmincks specht  (Y. temminckii) tot een groepje van drie soorten sterk op elkaar lijkende kleine spechten van ca. 14 cm lengte die samen een zogenaamde supersoort vormen.
De soort werd (en wordt) ook wel beschouwd als ondersoort van de Filipijnse specht. Zij verschillen daarvan doordat ze niet of slechts licht gestreept zijn aan de onderzijde met een grote witte plek op de onderkant van de rug en de stuit, een helemaal rode kuif bij het mannetje, een witte keel, een gele borst met lichte bruine strepen en een lichtbruin-witgestreepte buik.

## Verspreiding en leefgebied
De soort komt voor op de Sulu-eilanden. Het leefgebied bestaat uit uitgekapt oerwoud, mangrovebos, cultuurland en bosranden met primair regenwoud.

## Status
De vogel gaat in aantal snel achteruit maar de habitateisen van de soort zijn niet goed onderzocht. Grootschalige ontbossingen, de omzetting van bos in landbouwgrond, ongebreidelde uitbreidingen van nederzettingen, politieke instabiliteit en het ontbreken van formeel beschermde gebieden vormen een bedreiging voor de leefgebieden van de suluspecht, die daarom als kwetsbaar op de internationale Rode Lijst van de IUCN staat.